# Synarachnactis africana
Espèce
Synarachnactis africana est une espèce de cnidaires anthozoaires de la famille des Synarachnactidae.

## Classification
Le nom valide complet (avec auteur) de ce taxon est Synarachnactis africana Carlgren, 1924.

### Publication originale
- (de) O. Carlgren, « Die larven der Ceriantharien, Zoantharien und Actiniarien der deutschen Tiefsee-expedition mit einen Nachtrag zu den Zoantharien », Wissenschaftliche Ergebnisse der Deutschen Tiefsee-Expedition auf dem Dampfer "Valdivia" 1898-1899, Allemagne, vol. 19,‎ 1924, p. 339-476.